# المقفل (أسلم)

تعديل مصدري - تعديل

المقفل هي إحدى قرى عزلة أسلم اليمن بمديرية أسلم التابعة لمحافظة حجة، بلغ تعداد سكانها 206 نسمة حسب تعداد اليمن لعام 2004.